# Diplôme d'études supérieures comptables et financières
Pour les articles homonymes, voir Diplôme d'études.
Le Diplôme d'études supérieures comptables et financières (DESCF) qui a été remplacé aujourd'hui par le DSCG était avec le DPECF, le DECF et le DEC un des quatre diplômes nécessaires à l'exercice de la profession d'Expert-comptable. Il était de niveau II dans la classification de l'Éducation nationale.

## Présentation
Ce diplôme était obtenu par la validation de 4 unités de valeurs (UV) :
- UV 1 : Synthèse de droit et de comptabilité
- UV 2 : Synthèse d'économie et de comptabilité
- UV 3 : Grand oral
- UV 4 : Soutenance d'un compte-rendu de stage d'initiation

Les deux premières UV étaient des UV écrites de synthèse : les connaissances requises regroupaient celles des examens précédent le DESCF (le DPECF et le DECF). La première UV regroupe des connaissances théoriques : en comptabilité (française, internationale, consolidée, fusions…), en droit des entreprises et le droit fiscal. Cette UV laisse aussi une part importante à des compétences spécifiques : réalisation d’audits et réglementation de la profession. La seconde UV regroupe la finance, le contrôle de gestion, le management des systèmes d’information et les statistiques.
Les deux dernières UV peuvent être obtenues par équivalence (détention d’un diplôme de MSTCF par exemple). La principale difficulté du DESCF vient de la grande diversité des connaissances requises. Cela justifie la faiblesse du taux de réussite à cet examen : de l’ordre de 20 %.
Le DESCF était le diplôme permettant aux candidats d’accéder au stage d’expertise comptable (d’une durée de trois ans). À l’issue de ce stage, le stagiaire pouvait présenter le DEC et devenir expert comptable en cas de succès.
Le DESCF est remplacé par un nouveau diplôme à partir de la session 2008 : le DSCG. Le nouveau diplôme valide cinq années d'études supérieures. Il est obtenu par la validation de sept épreuves dont deux (épreuves 1 et 4) ne peuvent être obtenues par validation ou par dispense. Il comporte également une épreuve facultative de langue étrangère.
Les sept épreuves sont les suivantes :
1. Gestion juridique, fiscale et sociale.
2. Finance
3. Management et contrôle de gestion.
4. Comptabilité et audit
5. Management des systèmes d'information.
6. Grand oral.
7. Relations professionnelles.